# へらほりの池
へらほりの池（へらほりのいけ）は、かつて安芸国高田郡吉田（現在の広島県安芸高田市吉田町）にあった池泉である。救済土木事業のひとつとして知られる。

## 概要
1670年代初頭、高田郡では災害や疫病の流行、凶作により餓死者が続出した。その際に、吉田の豪商である竹野屋の吉田与三郎（本名は河野与三郎といい、伊予河野氏の一門の子孫である。）が生活困窮者を老若男女問わず雇い、裏庭に庭園を建設させた。長期間にわたり人々を雇用するためにこの庭園の池の建設には鍬などを使わせず、竹べらを用いて20センチほどのザル1杯分を掘るごとに7文の賃金を支払った。このことからのちに人々から「へらほりの池」と呼ばれるようになった。池は3700平方メートル近くあり、畳ほどの大きさの巨石もふんだんに使われ地方の名園として知られた。庭園の一角に建てられた観古亭は藩主巡行の際の休息所としても使われた。

## 現況
池は大正末年に大部分が埋め立てられて田畑となりつつも一部が残っていたが、戦後にはすべて埋め立てられ町営住宅が建てられた。1954年（昭和29年）に吉田郷土史調査会によってへらほりの池跡を示す石碑が建てられている。市内には吉田与三郎の墓所も残っており、安芸高田市指定史跡となっている。